# パイン (企業)

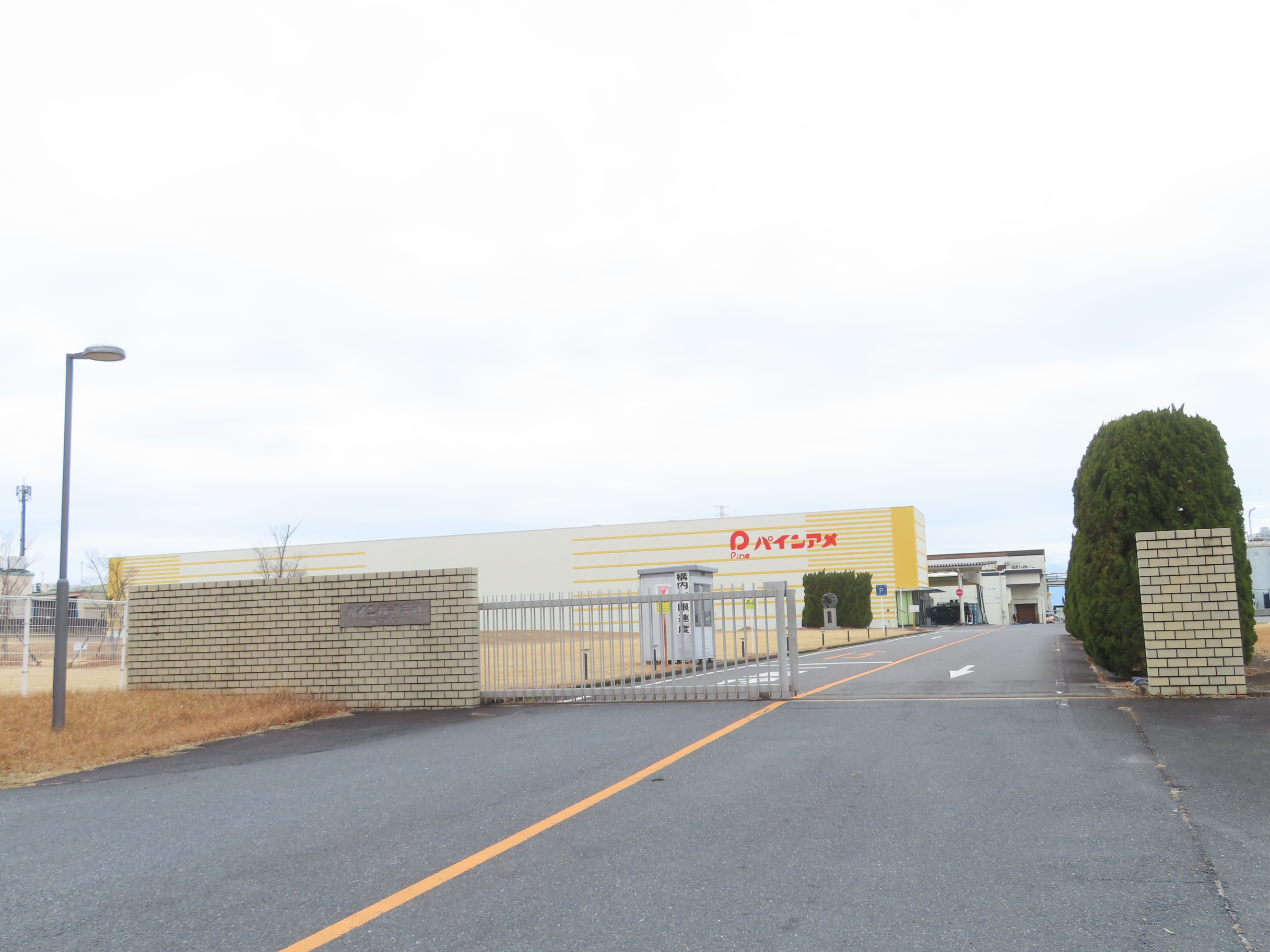
滋賀工場（滋賀県草津市）

パイン株式会社（Pine Co.,Ltd.）は、大阪府大阪市天王寺区に本社を置く、飴を中心とする菓子メーカー。1948年創業。

## 会社概要
関西を地盤とする菓子メーカーの一つ。1951年に発売され、パイナップルの味と形を模し、穴のあいた「パインアメ」は同社を代表するロングセラー商品として知られる。
他にも飴の中にガムを内蔵させた「どんぐりガム」や、飴を舐めると中の重曹が発泡する「あわ玉」などの商品がある。関連会社のビンズ株式会社（1970年設立）では、抽出したコーヒーを乾燥させた「たべる珈琲」などのタブレット商品を、各地の高速道路のパーキングエリアとサービスエリアを中心に販売している。

## 事業所
- 本社 - 大阪府大阪市天王寺区生玉寺町1番5号 - 関連会社のビンズ株式会社も同居
- 滋賀工場 - 滋賀県草津市追分南9丁目1番1号 - パインアメを含むすべての商品を製造[1]。
- 東京支店 - 東京都江東区亀戸1丁目8番11号 二見ビル8階
- 中部営業所 - 愛知県一宮市神山2丁目13番1号
- 福岡営業所 - 福岡県糟屋郡粕屋町阿恵303
- 札幌出張所
- 仙台出張所

## 沿革
- 1948年 - 創業。
- 1951年 - 株式会社業平製菓として設立[1]。
- 1952年 - 本社・工場を天王寺区上本町へ移転すると共に、「パインアメ」の第一号を販売。
- 1956年 - パイン製菓株式会社へ商号変更。
- 1963年 - 本社社屋を天王寺区上本町から生玉寺町に移転。
- 1964年 - 滋賀県草津市の名神高速道路沿いに工場を建設[1]。大阪市内の工場は電電公社の施設建設により土地の買収を受ける[1]。
- 1966年 - チョコレート内蔵キャンディの特許権を取得。
- 1980年 - キャンディガム（どんぐりガム）を商品化。
- 1981年 - パイン株式会社に商号変更[1]。
- 1984年 - 第21回全国菓子大博覧会にて「パインアメ」が名誉無鑑査賞を受賞。
- 2006年 - 「パインアメ」のブランドマークが登場。
- 2020年 - 滋賀工場にパインアメをメインに製造する新工場を建設[1]

## パインアメ
主力商品である「パインアメ」はパイナップル味のキャンディで、中央には「 ◎ 」状に穴が開いているのが特徴。2024年時点で110グラム183円（希望小売価格）。1951年（昭和26年）に発売し、当初は瓶詰めにして1粒1円だった。 戦後間もなく、生のパイナップルはもちろん缶詰でさえも高級食品であった時代において、パイン缶のおいしさを気軽に味わえるようにとの思いから誕生したという。
パインアメは砂糖・水飴・パイナップル果汁・脱脂粉乳などの原材料を混ぜ合わせ、成形・品質検査を行ってから包装して作られる。パインアメのトレードマークになっている穴は発売当初のパインアメにはなく、扁平な飴に輪切りのパイナップルの模様を型押しした外見であった。よって、商品名も当時は「パイナップル飴」であった。しかし、当時の社長はあくまで穴を開けることにこだわり、1953年（昭和28年）に自動キャンディ穴開け機が完成し、現在のパインアメの原型が完成した。1972年からは本物のパイナップルの味に近づけるため天然果汁を使用し始めた。 
パインアメはコリスの「フエガム」「フエラムネ」と形状が似ていて、コリスも2014年2月に、当社とのコラボレーションによる期間限定商品として「フエラムネ パインアメ味」を販売していた。ただし、当社ではパインアメ自体について、「穴を息で吹いても笛のような音は鳴らない」との公式見解を示している。twitterの公式アカウント（後述）で新型コロナウイルスへの感染が拡大している2021年に感染症対策の一環でパインアメの吹き鳴らしの自粛を呼び掛けた際のツイートにも、「元々（音が）鳴るようには作ってない」との見解を添えていた。もっとも、一部の消費者はパインアメを「吹いて楽しむもの」 と認識していて、上記のツイートに対しても「『元々鳴るようには作っていない』という事実を初めて知った」との返信が寄せられた。
「パインキャンディ」というパインアメの偽物のような名称の商品があるが、実際にはこれもパインが製造している正式な製品である。この商品は100円ショップならびに海外向けの商品であり、公式サイトには掲載されていない。
2021年には新潮社発行の雑誌『nicola』1月号の「なんでもランキングアメ部門」で2位に選出された。

### X（旧：Twitter）発の積極的な広報活動
テレビがカラー放送に転換してからコマーシャルメッセージを流しておらず、新聞への広告の出稿も年1回にとどめている。その一方で、2010年にX（旧：Twitter）上で開設した公式アカウントから、情報を積極的に発信。登録されているだけでも15万人以上のフォロワーが付くなど、日本企業による公式アカウントでは屈指の注目度を博している。
公式アカウントの名称（pain_ame）は、パインアメをローマ字に変換しただけで、英語で「苦痛」を意味する“Pain”ではない。当社では昭和20年代に製造した缶パッケージの側面表記に「PAINAME」を使用していたが、公式アカウントの取得をTwitter社（当時）へ申請した際に「アカウント名として"pine"が空いてなかった」という事情から「pain_ame」を取得したところ、「『PAINAME』と偶然一致した」という。
2013年以降の毎年4月1日には、エイプリルフールにちなんで、架空の製品・キャンペーンに関するツイート（2023年7月24日以降の呼称は「ポスト」）をこのアカウントから発信。公式サイトには、過去のツイートをまとめたページが設けられている。
ツイートの発信者は「マッキー」と称する広報担当者（井守真紀開発部広報室長）で、自身がSNSに深入りしていたことを背景に、新規事業としてtwitter公式アカウントの開設を提案。当時はSNSに詳しい社員が他にいなかったため、この提案が経営会議で正式に採用されてからは、いわゆる「中の人」としてアカウントの運営を一任されている。
「マッキー」は2021年頃まで素性や素顔を一切明かさず、「公式アカウントを開設後に係長へ昇進した」との情報だけを公表。「平社員から係長に昇進した」とされる2017年8月17日には、『攻めるロングセラー（パインアメ「中の人」の心得）』という著書（ISBN 978-4295401162）がクロスメディア・パブリッシングから刊行されている。また、公の場に出る場合には、パインアメを模した手作りの被り物を頭に装着。かつては「人前で話せない」という設定も為されていたが、2021年7月11日から9月26日までは『はれ、のち、パインアメ◎』（FM大阪が毎週日曜日の18:30 - 18:55に期間限定で放送したパインアメ誕生70周年記念番組）のDJを「係長マッキー」という名義で務めている。ちなみに井守は、2018年の広報室創設を機に初代の室長へ就任したことを受けて、実名でも「広報業務の責任者」という立場でメディアへ頻繁に露出。また、「パインアメを息で吹いても音は鳴らない」という前述の見解は、2012年から再三にわたって「マッキー」のツイートに盛り込まれている。
さらに、滋賀県草津市の自社工場から県内の倉庫への製品輸送を自前で担うようになった2020年4月からは、「世界に1台だけのパインアメトラック」との触れ込みでコンテナ付きの4トントラックを新調。社内の開発部員曰く「（『見れば幸せになれる』との伝説がある）ドクターイエローを意識した」というデザインで、コンテナの側面に大きなパイナップルが描かれているほか、ナンバープレートの番号には希望番号制度を通じて取得した「81・03」（パインさん）を用いている。ちなみに、1953年にも「パインアメトラック」と同様のラッピングをトラックの荷台に施していたが、このトラックはイベントでわずかに使われただけという。
2023年には、阪神百貨店梅田本店とのコラボレーション商品として「缶入りパインアメ」の発売をおよそ70年ぶりに再開した。初期（業平製菓時代）の「パインアメ缶」のデザインをベースに3,000個限定で製造した「復刻缶」を「パインなおやつ」（8月16日から5日間開催）の会場で1日につき400個（初日と19・20日のみ600個）限定で発売したところ、初日から長蛇の列ができた末に完売。その一方で、販売価格の数倍の金額による「復刻缶」の転売がインターネット上で相次いだため、当社が「転売サイトで購入した復刻缶は品質保証の対象外」と明示したうえで転売の中止を呼び掛ける事態に至っている。
「パインアメ復刻缶」販売へのきっかけになったのは、2023年3月に当社の公式サイトへ寄せられたメッセージの中に「前年（2022年）に他界した女性が『手芸用のボタン入れ』として活用していた」という「パインアメ缶」の情報が盛り込まれていたこと。投稿者は女性の孫で、遺品の整理中に、創業当初の社名（業平製菓）が入った「パインアメ缶」を偶然発見。さらに、twitterの公式アカウントで過去のツイートを調べたところ、「マッキー」が過去にネットオークションで「パインアメ缶」を落札していたことを知った。そこで「（祖母の遺品である『パインアメ缶』を）このまま捨てるより、製造元で保管してもらった方が良いかも知れない」との思いから、上記の経緯を当社に伝えた。
当社では「業平製菓」の社名が入った「パインアメ缶」を保管していなかったため「マッキー」がネットオークションで落札した「パインアメ缶」はいずれも、社名の変更後に製造されていた。このような事情から、女性の孫からの寄贈の申し出を快諾したため、業平製菓時代の「パインアメ缶」は製造からおよそ70年ぶりに当社へ戻された。なお、寄贈された「パインアメ缶」は、発売を終了した主な商品のパッケージと合わせて本社で展示されている。
「マッキー」が以上のエピソードをツイートで紹介したところ「業平製菓時代のパインアメ缶を復刻して欲しい」という要望が数多く寄せられた。折しも、2023年には阪神百貨店の梅田本店で8月に「パインなおやつ」の開催が計画されていたことから、当社の担当者が阪神百貨店側との会議で「復刻パインアメ缶」の販売を提案。阪神百貨店のバイヤーもこの提案を受け入れたことから、一部のデザイン（社名など）のバージョンアップなどを施したうえで「復刻缶」の販売にこぎ着けた。ちなみに「復刻缶」の中に入っている「パインアメ」の包装フィルムの1つには、業平製菓時代の「パインアメ缶」をボタン入れに活用していた女性と、その缶を当社に寄贈した遺族への感謝の気持ちを込めて「ボタン柄」のデザインを施しているという。

### 主なコラボレーション商品・企画
毎年8月8日を「パインアメの日」に制定。当日のtwitterでは、多種多様な企業が「パインアメ」を使った画像を公式アカウントで公開している。この他にも、以下のようなコラボレーション企画を実際に展開。公式サイトには、コラボレーション商品を一覧で紹介するページが設けられている。
- 当社の本社付近（近鉄南大阪線・阿部野橋駅上）にあるあべのハルカス58 - 60階の展望台「ハルカス300」では、2014年3月7日のオープン当初から、「パインアメソフトクリーム」を58階のカフェダイニングレストラン「SKY GARDEN 300」限定で発売。「パインアメソフトクリーム」には、「パインアメ」のイメージカラーである黄色のクリームの上に砕いた「パインアメ」をふりかけているほか、「パインアメ」の商品ロゴを入れた紙でコーンを包んでいる[18]。ただし、「ハルカス300」では原則として入場者による飲食物の持ち込みを禁じているため、「パインアメソフトクリーム」を食べられるのは「SKY GARDEN 300」と「天空庭園」（58階にある三層吹き抜け構造のオープンデッキ）の中に限られる。
  - 2014年には、「パインアメソフトクリーム」以外のコラボレーション商品も、期間限定で相次いで市販されていた。7月には、ファミリーマート・井村屋との共同開発による「パインアメアイス」がファミリーマート限定で発売[3]。また、コリスとのコラボレーション商品として、「パインアメ味のフエラムネ」が販売されていた[19][20]。さらに、8月にはセガ（当時）が「maimai ORANGE」というリズムアクションゲームをリリース。プレイヤーがリズムに合わせてボタンを叩くタイミングを画面上に示す「マーカー」のデザインと、パインアメの見た目が似ていることがリリースのきっかけになったという。
- 2015年6月には、小林製薬の「噛むブレスケア」（グミタイプの清涼食品）から「パインアメ味」が期間限定で初めて販売[21]。2016年6月には、容器ラベルに「パインアメくん」（2種類）を加えたうえで、期間限定で改めて発売された[22]。
- 2018年6月に開催された水樹奈々のコンサートツアー「NANA MIZUKI LIVE ISLAND 2018」では、パイナップルを持った水樹の写真をパッケージに印刷した「ミズキナナ パインアメ」を、会場限定グッズとして販売していた[23]。
- 2020年11月にはロゼットより同社のロングセラー商品である「ロゼット洗顔パスタ」のコラボレーション商品として「海泥スムース パインアメの香り」（オリジナルポーチ付き）が数量限定で発売された[24]。翌2021年11月にも第2弾として「ホワイトダイヤ パインアメの香り」（オリジナルポーチ付き）を数量限定で発売している[25]。
- パインアメが発売70周年・ミヨシ石鹸が創業100周年を迎えた2021年には、パインアメの形状・香り・透明感を石鹸で再現した「パインアメソープ」をミヨシ石鹸が開発。Makuakeで1人1個・2日間限定の先行販売を実施したところ、目標額（88,888円）を4,000%超える売上で完売したことから、「パインアメの日」（8月8日）から数量限定での本格販売に踏み切った[26]。
- パインアメ誕生70周年の前日（2021年8月7日）には、『じゃりン子チエ』（本社のある大阪が舞台に描かれているはるき悦巳の漫画作品）とのコラボレーション企画による「『じゃりン子チエ』パインアメの巻」が、『朝日新聞』の夕刊（朝日新聞大阪本社発行版）に丸1ページ掲載。はるきが『じゃりン子チエ』の新作を書き下ろしたのは24年振りで、紀伊國屋書店ではこの企画に合わせて、双葉文庫版の『じゃりン子チエ』を梅田本店（大阪市北区）・新宿本店（東京都新宿区）で購入した客に「チエちゃん×パインアメ特製ブックカバー」を翌8日の「パインアメの日」から数量限定で配布した[27]。
- 栗山巧（兵庫県神戸市出身の埼玉西武ライオンズ外野手）が幼少期からの「パインアメ」好きで、西武への入団後も練習後や試合中によく食べていることにちなんで、栗山の日本プロ野球（NPB）一軍公式戦通算2000安打達成が間近に迫った2021年8月19日からは「栗山巧選手通算2000安打達成記念企画」を開始。栗山が西武の本拠地・メットライフドームでのホームゲームで達成した場合には当日、他球場でのビジターゲームで達成した場合には次のホームゲーム開催日に、「栗山巧選手通算2000安打達成記念オリジナルパッケージのパインアメ」をドームへの来場者全員に（1名あたり1袋）配布することを発表していた[28]。
  - 栗山は2021年9月4日に、東北楽天ゴールデンイーグルスとのデーゲーム（楽天生命パーク宮城でのビジターゲーム）でNPB一軍公式戦通算2000安打を達成した。西武球団が公式サイト内で運営する「ライオンズストア オンライン」では、同日の試合終了後から、登録済みのユーザーが（消費税を含めて）8,000円以上のグッズを購入するたびに、上記のオリジナルパッケージバージョン1袋を数量限定でプレゼント[29]。西武にとって次のホームゲーム初戦に当たる9月7日の対福岡ソフトバンクホークス戦では、上記の発表に沿って、メットライフドームへの来場者全員に同じバージョンを配布した。さらに、パイン株式会社では栗山に対して、1袋におよそ200粒が入っている「業務用パインアメ」をプレゼント。栗山が達成した安打数と同じ粒数（2000粒）にちなんで、実際には10袋を贈呈している[30][31]。
  - NPBの関係者では、2023年から阪神タイガースの一軍監督へ15年振り復帰した岡田彰布（大阪市東成区出身）も、試合中に7 - 8粒を食すほど「パインアメ」を気に入っていることを公言。復帰後の阪神戦のテレビ中継では、岡田がベンチで「パインアメ」を口に運んでいる姿や、「パインアメ」を口に含んでいる姿が何度も映されている[32]。当社も岡田の「パインアメ」好きを認めていて[33]、同年のレギュラーシーズン中（7月下旬）には、5袋（延べ1000粒以上）の「パインアメ」を詰めた段ボールに岡田への手紙を添えて阪神球団に贈った。阪神は贈呈の直前にレギュラーシーズンの前半を「セントラル・リーグの首位」で折り返していたことから、当社の担当者によれば、「穴が開いているので見通しが良い」という「パインアメ」の特徴に（岡田の口癖である）「アレ」（優勝の意味）実現への願いを込めて贈呈したという[34]。
    - 2023年の阪神は、当社から「パインアメ」を贈呈された後もセントラル・リーグ首位の座をおおむね堅持。その一方で、岡田は優勝を「アレ」という隠語で表現することによって、2005年以降18年間優勝から遠ざかっていた阪神の選手に優勝を意識させすぎないよう配慮してきた。当社は、このような事情を踏まえて、「アレ」に向けたコラボレーション製品「パインアレ」の開発を、外部には一切公表せずに水面下で進行。阪神が9月14日に阪神甲子園球場で催された読売ジャイアンツとのナイトゲームで「アレ」を決めたことを受けて、毎日放送（大阪市内に本社を置くテレビ単営局）とのコラボレーションによる「パインアレ」（以下「毎日放送版」）と、阪神タイガースとのコラボレーションによる「パインアレ」（以下「球団公認版」）が相次いで世に出された。
      - 「毎日放送版」は、2023年9月14日の深夜（15日の未明）に毎日放送が関西ローカル向けの生放送を急遽実施した優勝記念特別番組『阪神AREしたよん!～18年ぶりの優勝やねん!～』で初めて公開[35]。数量限定の非売品で、岡田をはじめとする阪神のチーム関係者に配布されたほか、「パインアレ」を希望する視聴者から抽選で100名に進呈する企画も実施している。ちなみに、パッケージには「18ねんぶりアレ味」というフレーズが記されているが、当社によれば「『パインアレ』の味は（市販品の）パインアメと全く同じ」とのことである[35]。
      - 「球団公認版」の正式名称は「阪神タイガース　パインアレ」で、24粒のパインアメを黄色の巾着袋に入れて販売。巾着袋の片面には、「レ」だけ字体を変えた商品ロゴと、「勝ちまくってジューシー」というフレーズが印刷されている。もう片面には、「パインARE」という商品ロゴ、パインにタイガースの公式ロゴを組み合わせたイラスト、タイガースのホームゲーム用ユニフォームがモチーフの縦縞、「甘酸っぱくてジューシー」というフレーズを印刷。2023年9月17日から甲子園球場北側の「ファンショップ　ダグアウト」（阪神タイガース直営の公認グッズショップ）限定で販売を開始したところ、開店から30分で完売に至った[36]。この事態を受けて、阪神タイガースでは販路を「タイガースショップ」（球団公認のグッズショップ）や「T-SHOP」（公式オンラインショップ）にも拡大したうえで、9月下旬から販売を順次再開[37]。
- 2023年の8月には、株式会社クラブハリエ（和菓子の製造・販売が本業であるたねやのグループ会社）とのコラボレーション企画も展開。「クラブハリエ」（パインアメと同じく「真ん中に丸い穴を開けている菓子」のバームクーヘン）をベースに作られた「パインバーム」と、パイナップルの輪切りの断面をバームクーヘンに見立てながら特別に開発したクランチキャンディの「パームアメ」を、阪神百貨店梅田本店の「パインなおやつ」会場と「ラ　コリーナ近江八幡」（たねやグループが滋賀県近江八幡市で運営している複合施設）内の直営店（クラブハリエ）限定で販売している。ちなみにたねやは、当社が「業平製菓」の名で設立された1951年から、当社の工場が所在する滋賀県内で洋菓子を製造している[17]。
- 2024年の3月には、マルサンアイ「豆乳飲料」とのコラボレーションによる「豆乳飲料 パインアメ」が1日から、「調製豆乳キャンディ」が4日から全国で発売。「調製豆乳キャンディ」には、「調製豆乳」で人気のフレーバーをベースに、麦芽コーヒー味・バナナ味・調製豆乳味のキャンディを封入している。

## 提供番組
- 朝日新聞ニュース（朝日放送におけるラジオの定時ニュース） - 朝日放送ラジオが朝日放送のラジオ放送部門だった1970年度に、火曜日の放送分を全日にわたって他社と共同で提供。
- 夜のお楽しみ寝落ちちゃん（北海道テレビ） - 2018年8月7日に「パインアメを使った笛チャレンジ」という企画が放送されたことがきっかけで、テレビ番組のスポンサーに初めて付いた。
- はれ、のち、パインアメ◎（FM大阪） - 詳細は前述。「係長マッキー」が顔を出さずに、梅山茜（四国放送出身・オフィスキイワード所属のフリーアナウンサー）とのコンビでDJを務めていた。

厳密には提供番組に該当しないが、朝日放送ラジオがNPBのオフシーズンを中心に編成している『ラジオで虎バン!』（阪神タイガース関連の情報番組）では、当社の全面協力・井守（かつての「係長マッキー」）の出演による「クイズ パインアメの秘密」を2024年1月12日から「リスナー争奪　解説者ダービー」（リスナーからの予想企画と連動させた同局野球解説者のチャレンジ企画）内で放送している。